# Rāyadrug
Rāyadrug är en ort i Indien.   Den ligger i distriktet Anantapur och delstaten Andhra Pradesh, i den södra delen av landet, 1 600 km söder om huvudstaden New Delhi. Rāyadrug ligger 553 meter över havet och antalet invånare är 59 968.
Terrängen runt Rāyadrug är platt åt sydost, men åt nordväst är den kuperad. Runt Rāyadrug är det ganska tätbefolkat, med 214 invånare per kvadratkilometer. Det finns inga andra samhällen i närheten. Trakten runt Rāyadrug består till största delen av jordbruksmark.